# George Peter Alexander Healy

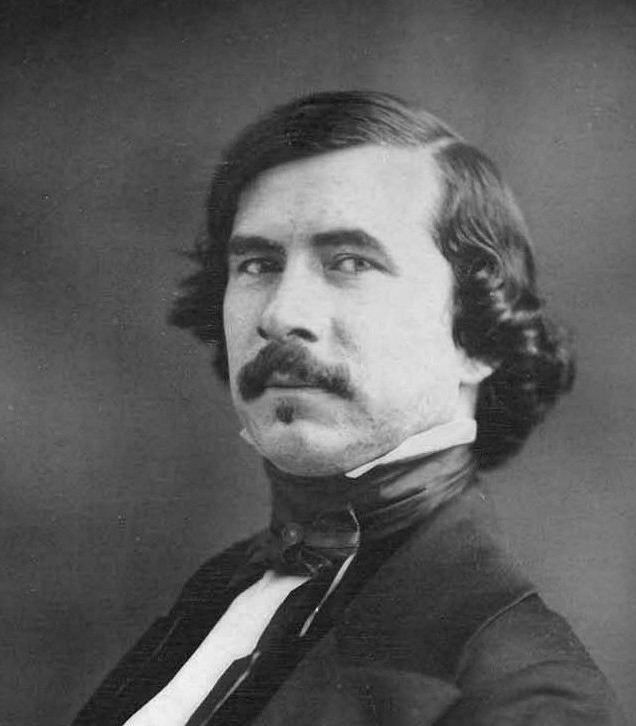
George Peter Alexander Healy. Fotografie von Southworth & Hawes

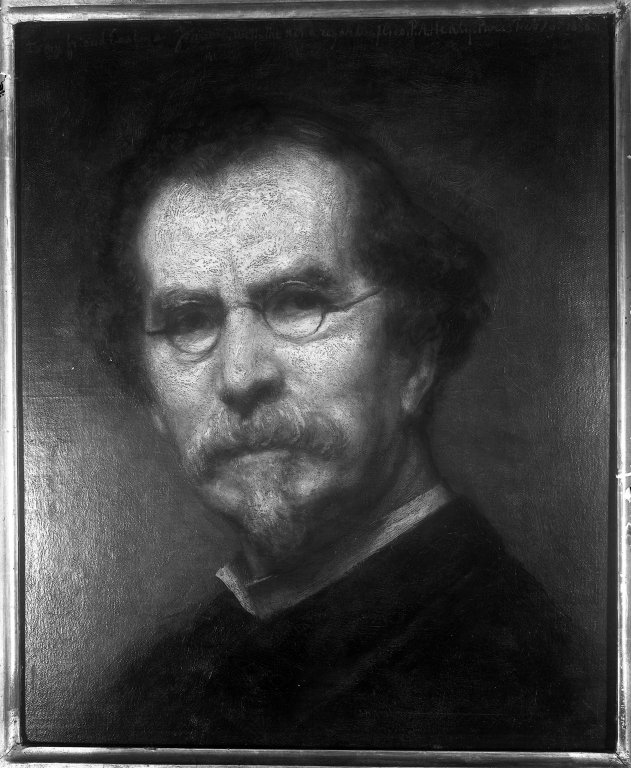
Selbstporträt (1886)

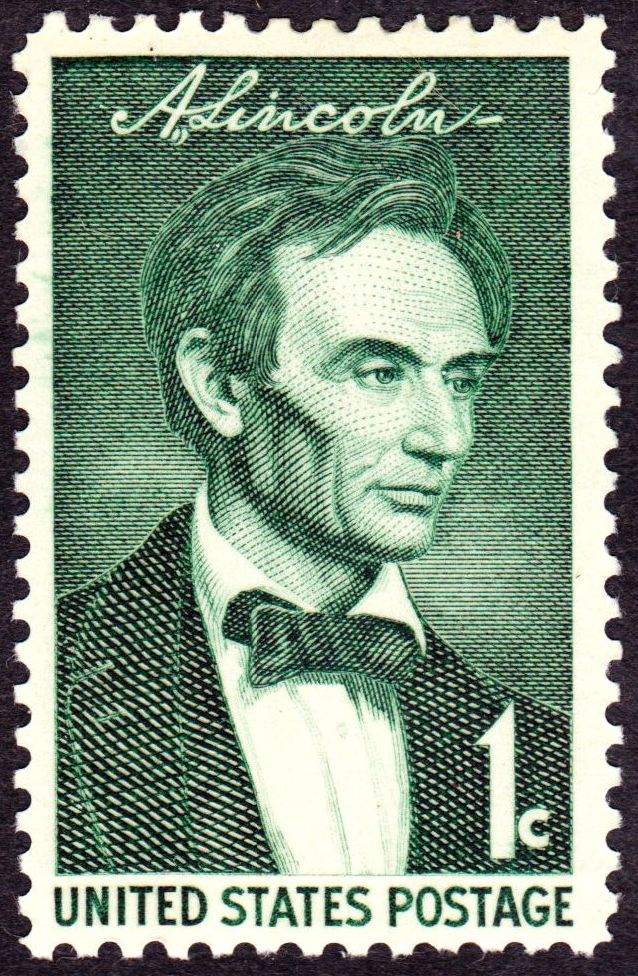
Briefmarke der US-Post von 1959 nach Healys Gemälde Abraham Lincoln

George Peter Alexander Healy (* 15. Juli 1813 in Boston, Massachusetts; † 24. Juni 1894 in Chicago, Illinois) war ein US-amerikanischer Maler.

## Leben
George Peter Alexander Healy wurde am 15. Juli 1813 in Boston geboren. Sein Vater war ein irischer Kapitän der Handelsmarine. Healy, das älteste von fünf Kindern, früh vaterlos, half, seine Mutter zu unterstützen. Mit sechzehn Jahren begann er zu zeichnen.
Zwei Jahre später, also im Alter von 18 Jahren, begann Healy mit der Porträtmalerei und war bald sehr erfolgreich.
1835 ging er nach Europa und studierte unter Antoine-Jean Gros in Paris und Rom. In Paris erhielt er 1840 eine Medaille dritter Klasse und 1855, als er Franklin urging the claims of the American Colonies before Louis XVI ausstellte, eine zweiter Klasse.
Seine endgültige Rückkehr nach Chicago war im Jahre 1892. Healy wurde 1843 zum Ehrenmitglied (Honorary NA) der National Academy of Design gewählt und schrieb das Buch Reminiscences of a Portrait Painter (deutsch „Erinnerungen eines Porträt-Malers“).
Unter seinen Werken sind Porträts von Daniel Webster, Henry Clay, John C. Calhoun, Arnold Henri Guyot, William H. Seward, Louis Philippe und den Präsidenten der Vereinigten Staaten von John Quincy Adams bis Ulysses S. Grant. Diese Serie wurde für die Corcoran Gallery in Washington, D.C. gemalt. Zu seinen Werken zählen auch The Peacemakers (1868) und Abraham Lincoln (1869).
Healy heiratete 1839 Louisa Phipps in London. Aus der Ehe gingen neun Kinder hervor. Die beiden ältesten Söhne starben noch in der Kindheit. Eine Tochter erlangte unter dem Pseudonym Jeanne Mairet als Schriftstellerin Bekanntheit.
Er starb am 24. Juni 1894 im Alter von 80 Jahren in Chicago.

## Werke (Auswahl)

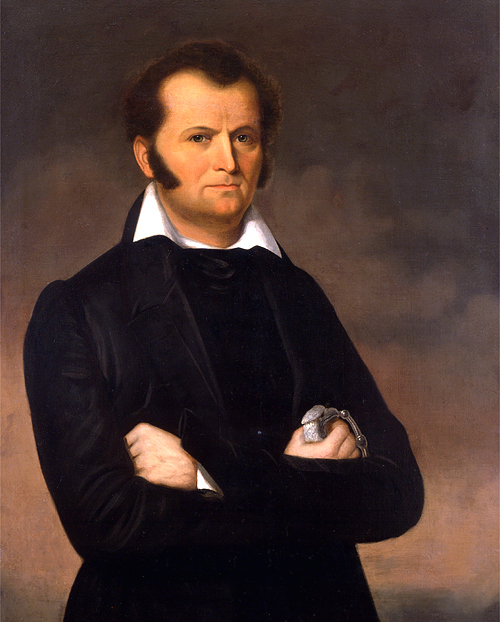
Porträt von Jim Bowie, c. 1820
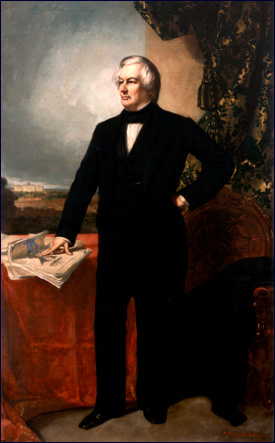
Offiziellen Portrait des Weißen Hauses von Millard Fillmore (1800-1874), 1857
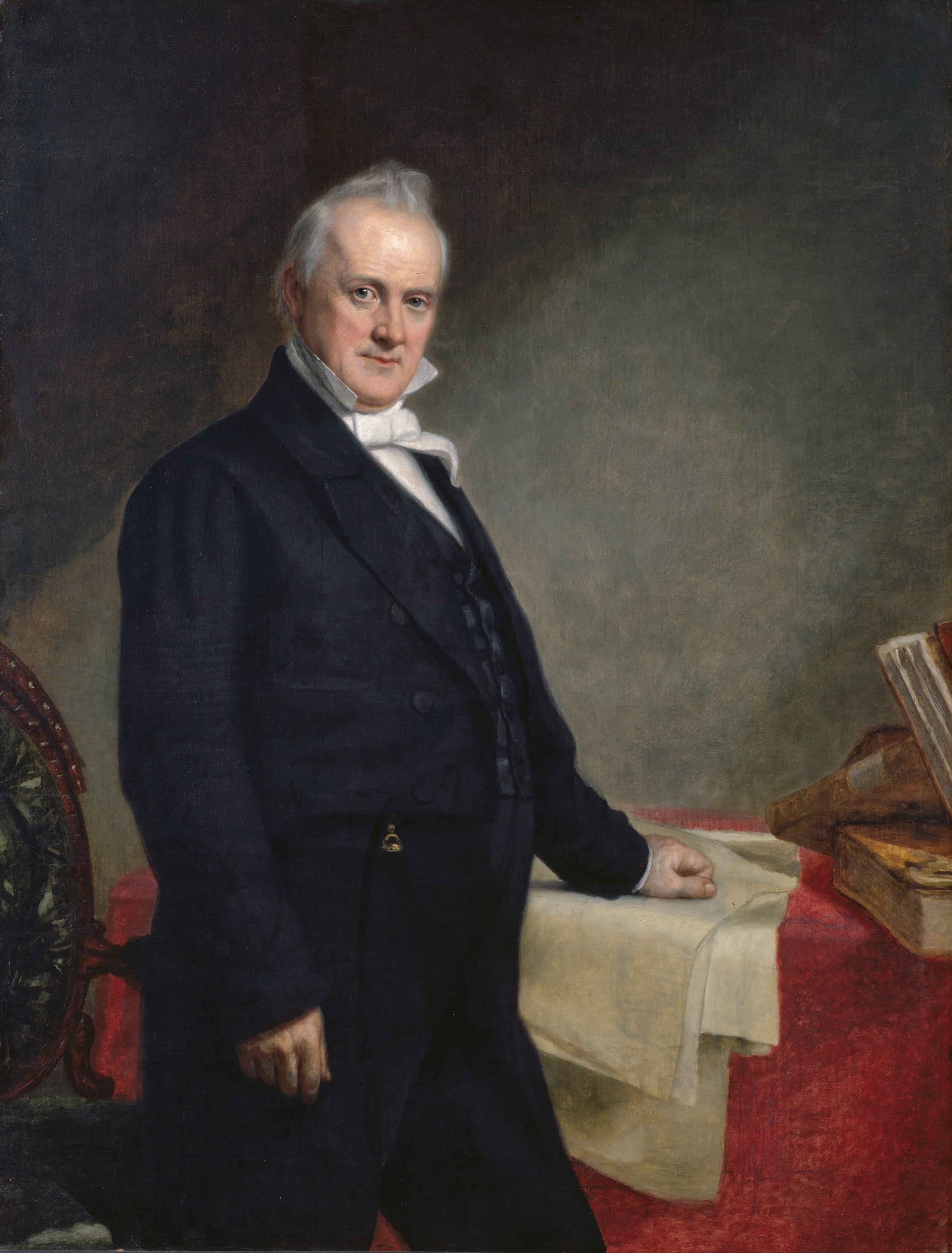
Porträt von James Buchanan, 1859
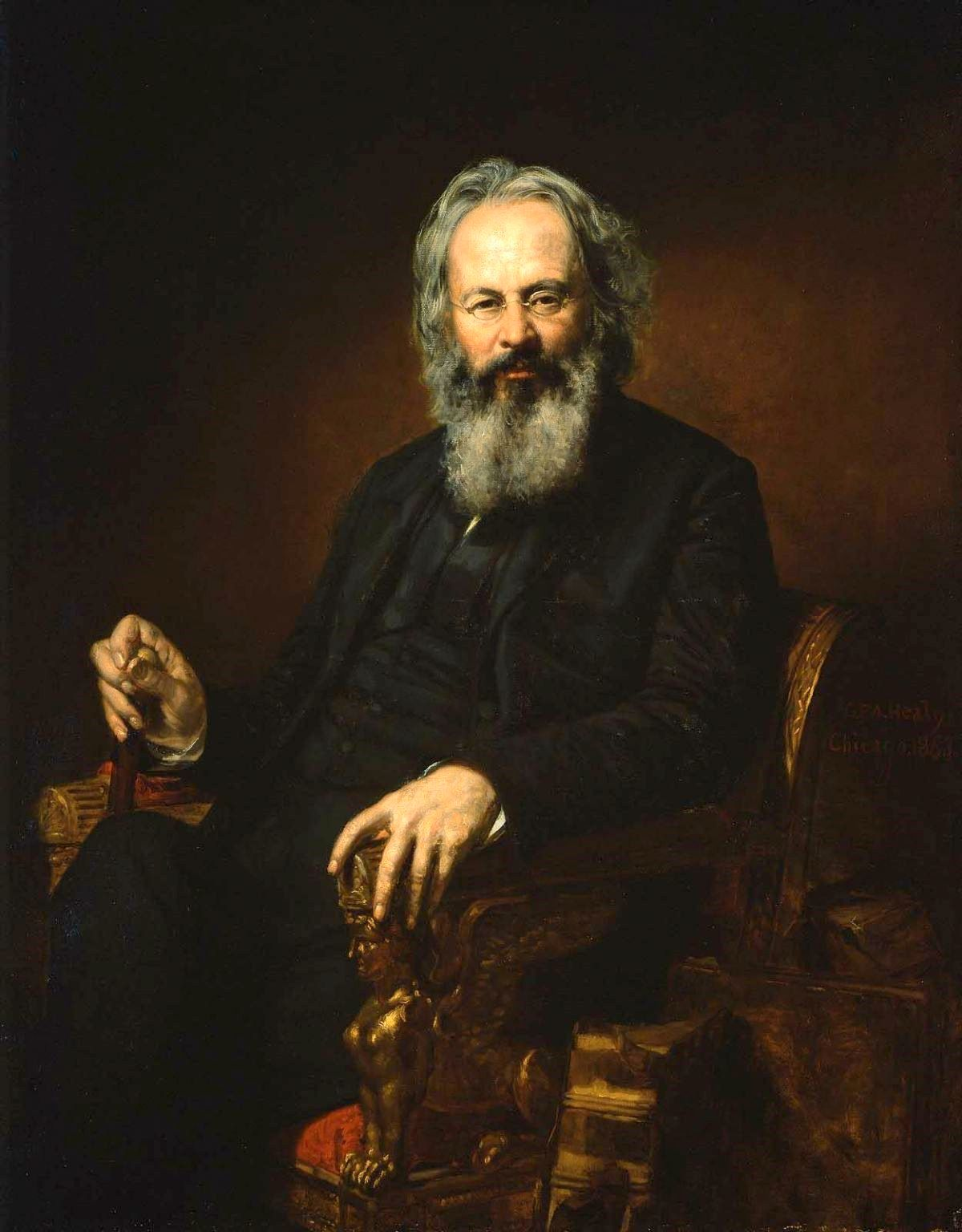
Orestes A. Brownson, 1863
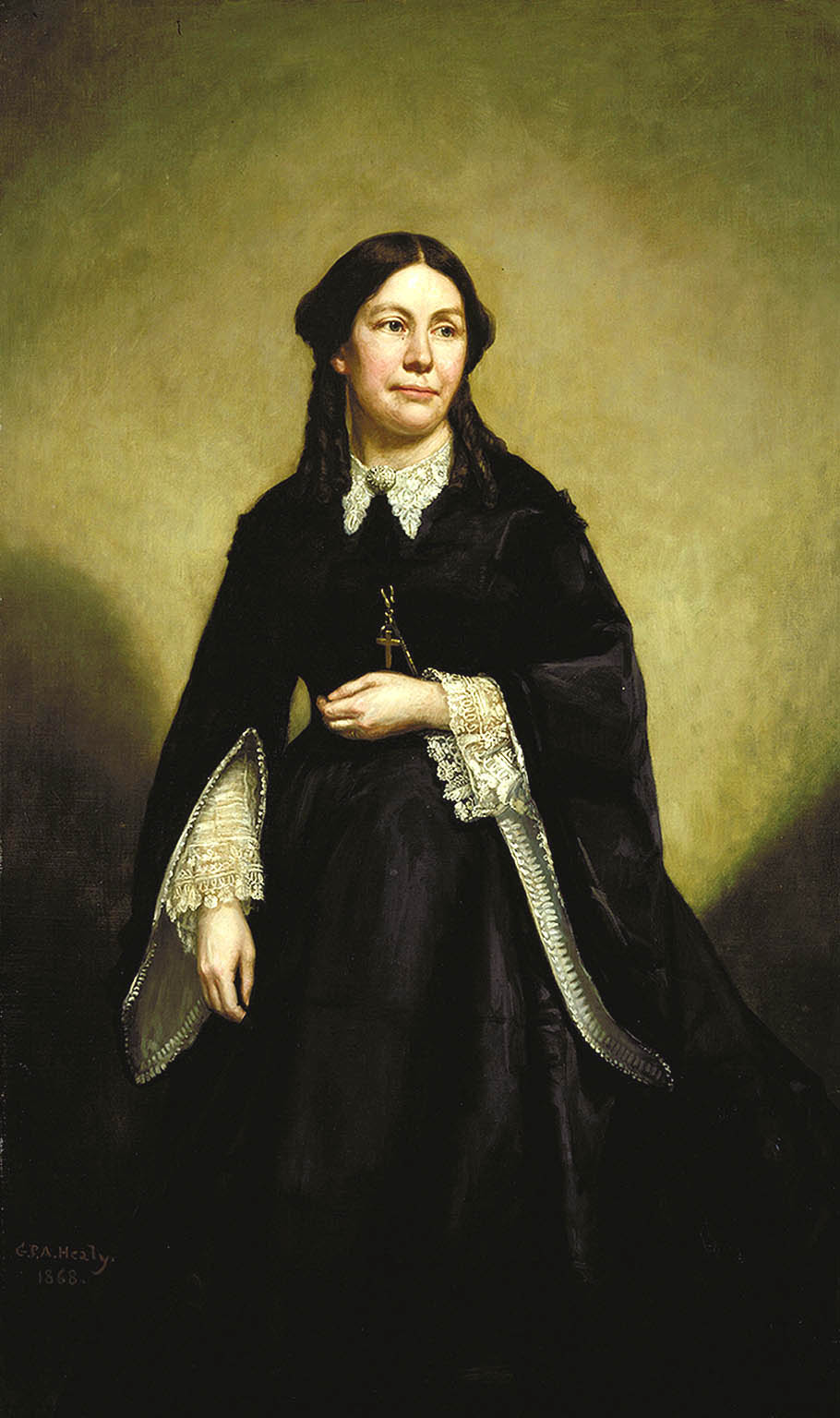
Eleanor Boyle Ewing Sherman, 1868
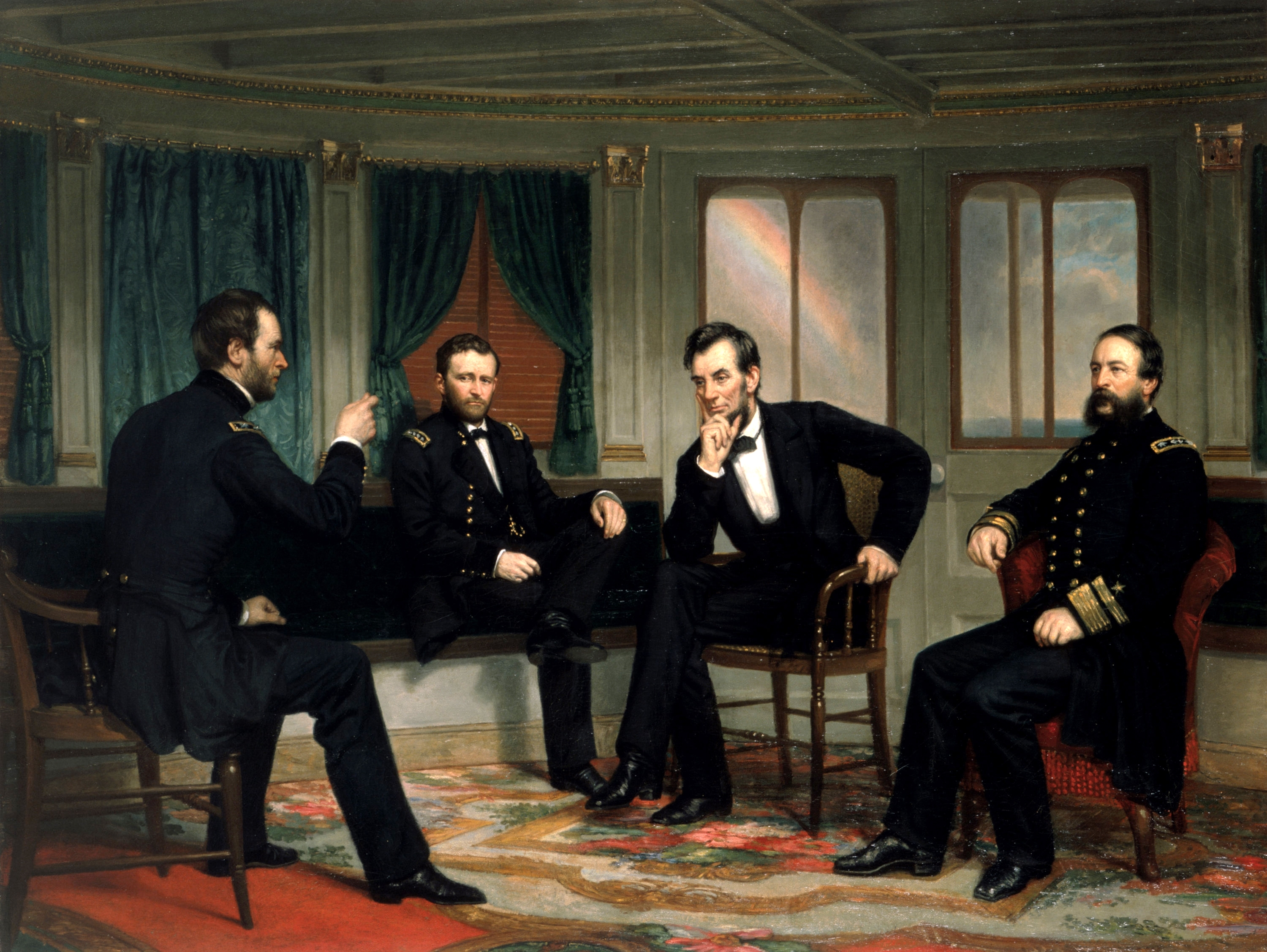
Die Friedensstifter, 1868
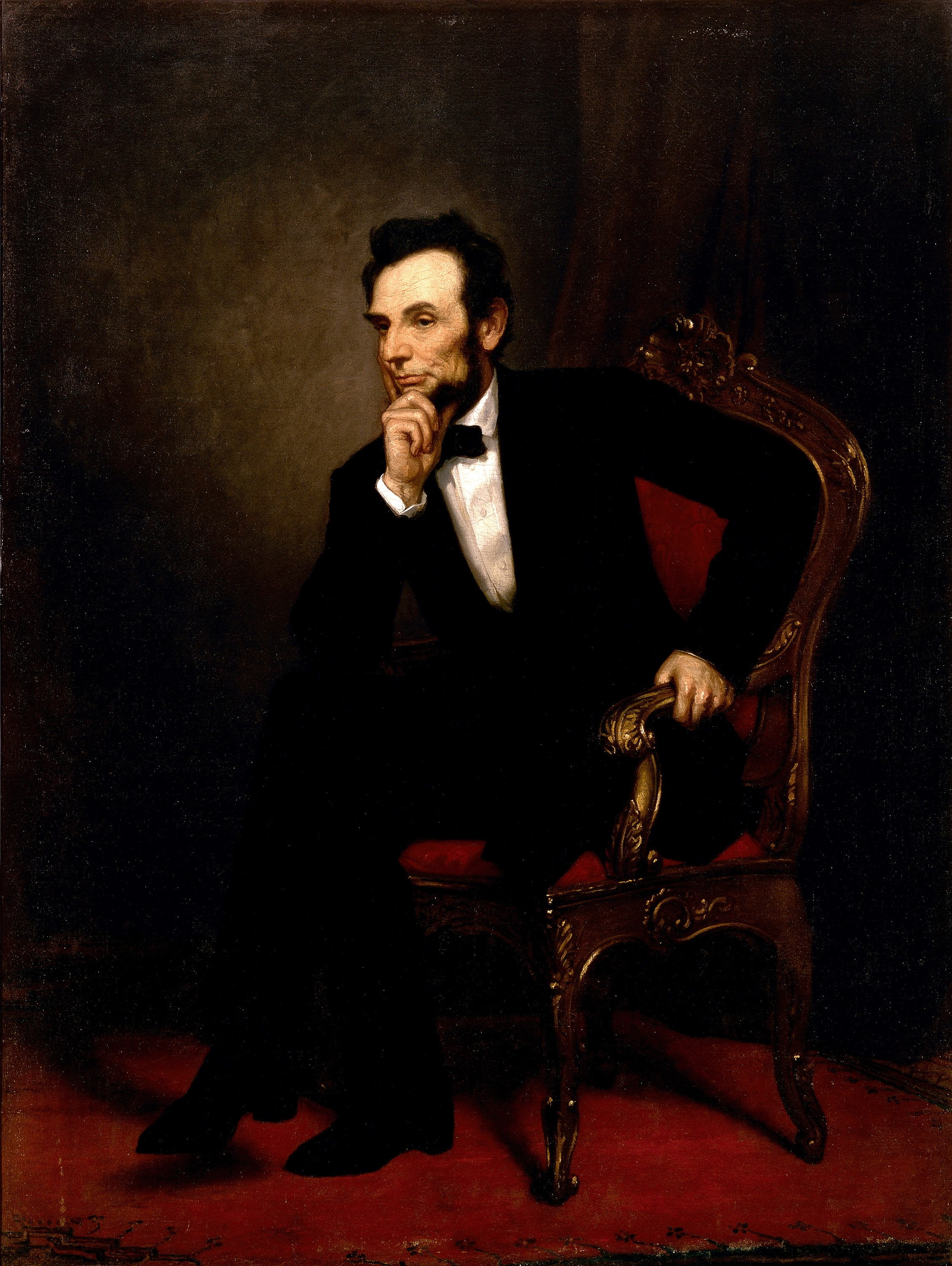
Abraham Lincoln, 1869
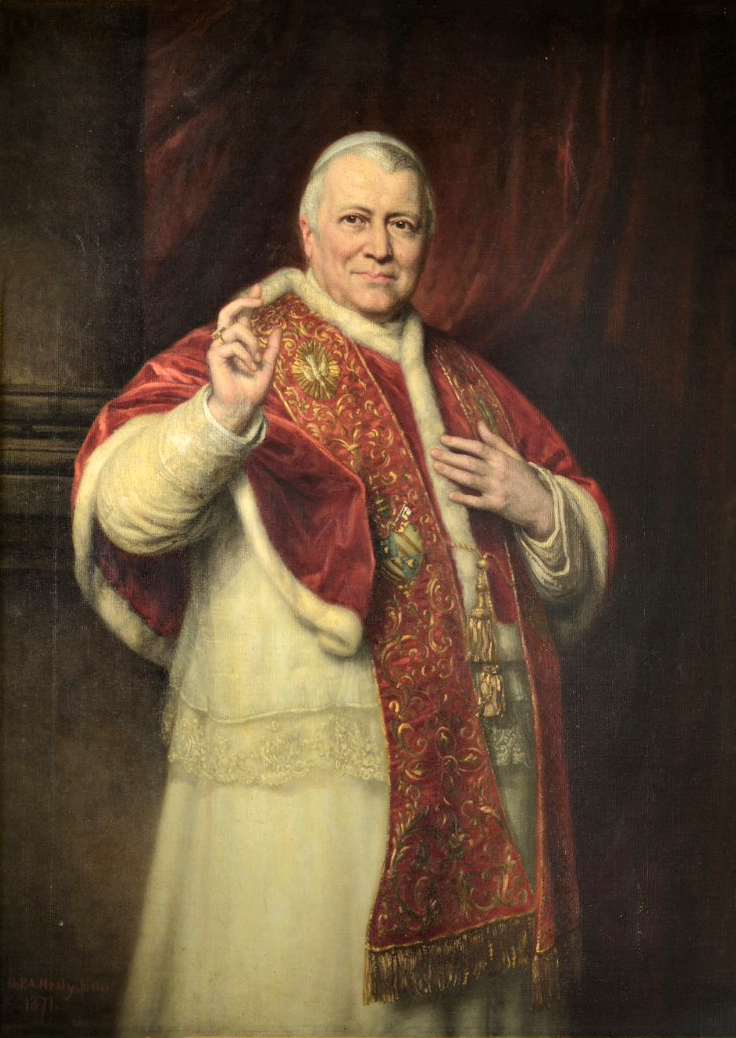
Porträt von Papst Pius IX., 1871
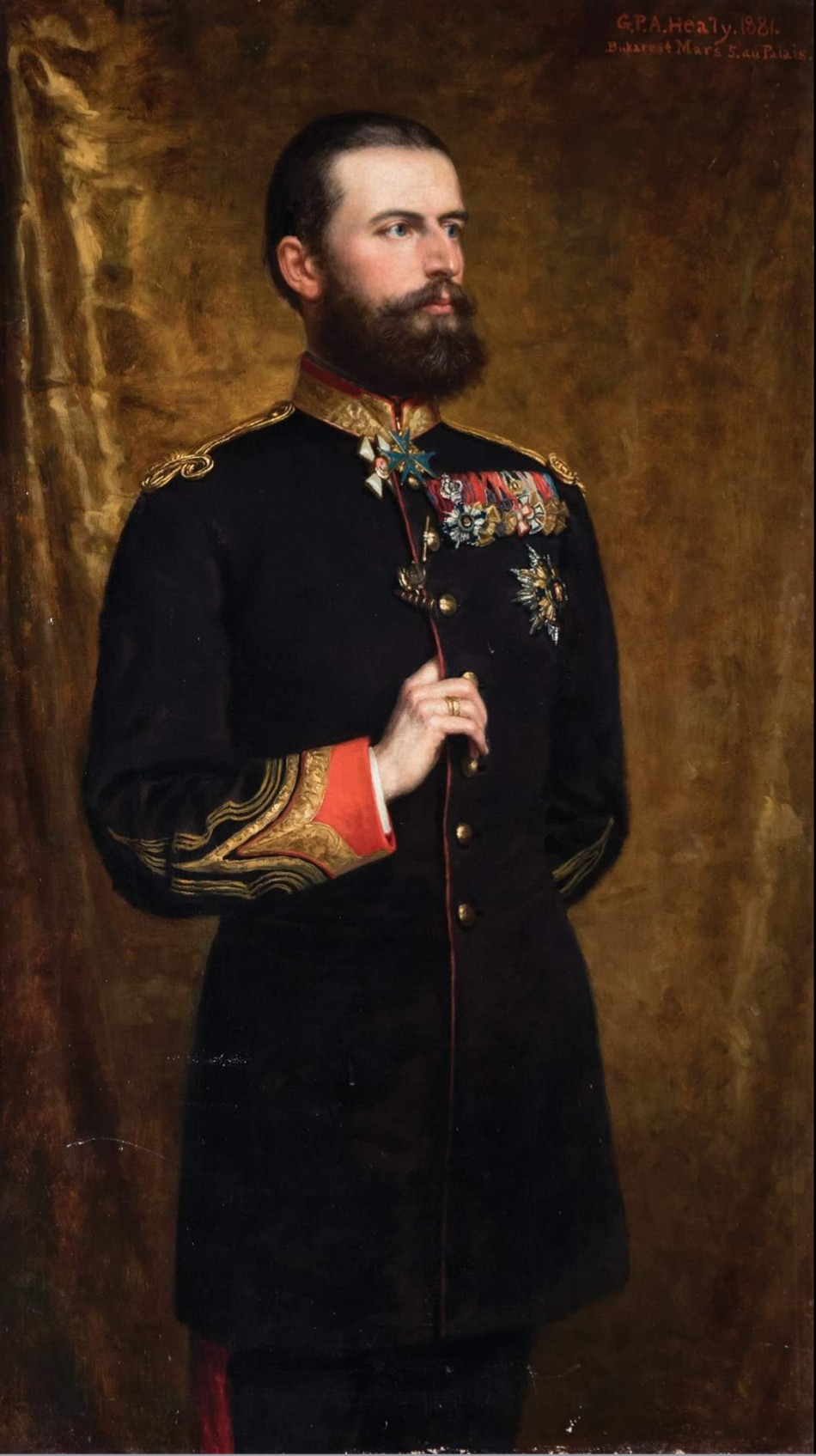
Porträt des König Karl I. von Rumänien, 1881

## Publikationen
- Reminiscences of a Portrait Painter.